# Ciudad Morelos
Ciudad Morelos (Cuervos) es una localidad mexicana del valle de Mexicali, una demarcación municipal que pertenece al municipio de Mexicali, en el estado de Baja California. Fundada el 20 de octubre de 1909, es considerada una de las comunidades más importantes del Valle de Mexicali, la segunda mayor poblada, según el número de habitantes reportado en el censo del 2020  que ascendía a 9572 personas.
El nombre Cuervos como es mayormente conocida, se deriva de que en esta localidad existía una estación ferroviaria del llamado Ferrocarril Intercalifornia, que recibía el nombre de Estación Cuervos.

## Geografía
Se encuentra aproximadamente a 50 km de la capital de estado, Mexicali. Está comunicada por la carretera estatal número 6 y por la carretera estatal número 15, esta última sale hacia el norte para hacer intersección con la carretera estatal número 8 que conduce a Los Algodones y al sur hace intersección con la carretera estatal número 2; la número 6 comunica al noreste con el ejido República Mexicana y al suroeste con el poblado Paredones; un camino vecinal lleva hacia el sureste y también hace intersección con la carretera estatal número 2 cerca de la Colonia Granados y de la Colonia 5 de mayo. Al norte prácticamente conurbadas con Ciudad Morelos se encuentran la colonia Álamo, colonia La Culebra  y La Panga.  
Por otra parte, si bien está próxima a la frontera, no existe en su proximidad un paso fronterizo que la comunique con los Estados Unidos, teniendo del otro lado del límite a la ciudad de Somerton.
Cuervos es una localidad relevante dentro del valle de Mexicali. Es la séptima localidad en importancia por número de habitantes dentro del municipio, y tradicionalmente es considerada la segunda en importancia después de Guadalupe Victoria en la zona valle. Ciudad Morelos es sede de uno de los campus universitarios de la UABC.

## Historia

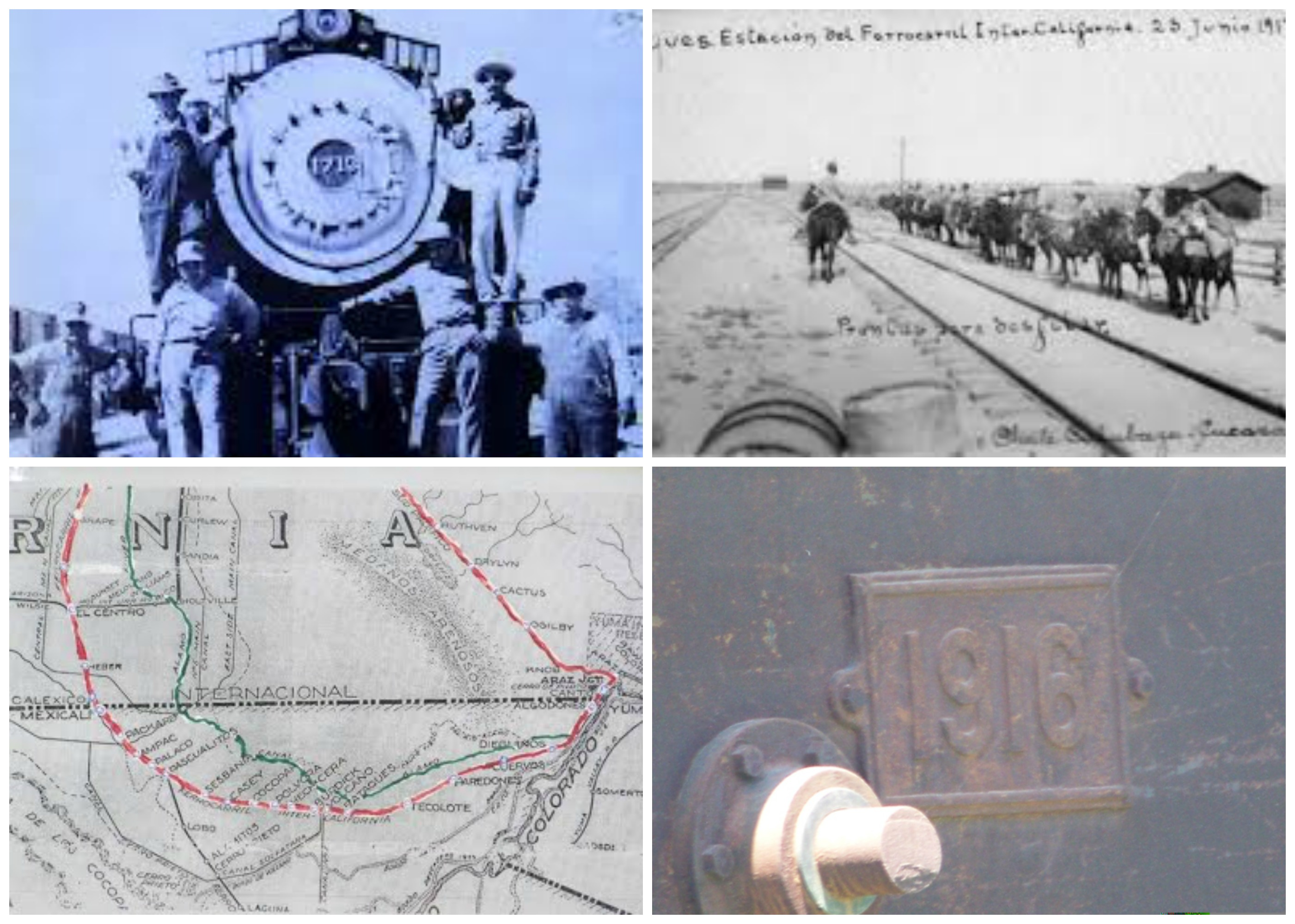
Historia del Ferrocarril Intercalifornia, Tren Pachuco

Hacia 1901, en el Valle de Mexicali se comenzó a diseñar el primer ferrocarril de la zona norte de México, el Ferrocarril Inter-California conocido como El Pachuco. Este proyecto de ferrocarril fue financiado con capital de Estados Unidos. El Gobierno de Porfirio Díaz no había contemplado el aprovechamiento de la región de Baja California, así que los estadounidense solicitaron transportar insumos a través del tren entre sus ciudades de San Diego y Yuma. El 6 de mayo de 1904 se firmó un contrato entre el Gobierno de México y la Southern Pacific, Compañía del Ferrocarril del Sur, sin embargo las sucesivas inundaciones del Río Colorado entre 1905 y 1907, interrumpieron el servicio que se normalizó hasta agosto de 1909. Estuvo en funcionamiento durante 50 años, de agosto de 1909 a marzo de 1959, recorriendo la ruta Mexicali-Algodones. Principalmente transportaba pasajeros que cruzaba la parte norte del Valle de Mexicali con la línea fronteriza de Estados Unidos, a través de 18 estaciones ferroviarias: Mexicali, Packard, Ampac, Palaco, Pascualitos, Sesbania, Casey, Cucapa, Pólvora, Hechicera, Burdick, Volcano, Bataques, Tecolotes, Paredones, Cuervos, Dieguinos, Algodones, para luego interconectarse con Yuma.

### Fecha de fundación
En mayo del año 2010 se convocó una reunión para determinar la fecha de fundación de los ejidos o poblados que han sido cabeceras del desarrollo en el Valle de Mexicali. Se determinó como fecha de fundación de Estación Cuervos el día 20 de octubre de 1909. Esta fecha se basó en el Archivo Histórico de Mexicali, que resguarda un plano en el que se describe la parte noroeste del Distrito Norte de la Baja California, producto del trabajo de un equipo de topógrafos comandado por Thomas H. Silsbee, quienes en el año de 1904 iniciaron los trabajos por encargo de la Colorado River Land Company. Acorde con el registro histórico, los primeros pobladores de esta región fueron extranjeros por ejemplo, jornaleros chinos, japoneses que se dedicaban al comercio y los estadounidenses que realizaron los deslindes. Estos pobladores se establecieron en los primeros ranchos agrícolas, que se conocieron como Rancho William, El Sume, Rancho Linch y los denominados Campos 18, 19 y 27, entre otros. En el plano mencionado aparece un sitio denominado Los Cuervos. Al revisar la posición de este poblado se logró identificar su total coincidencia con la posición de la actual Ciudad Morelos. Debido a este antecedente, considerando los documentos, se estableció la fecha de fundación.

### Asalto a las tierras
Ciudad Morelos ha formado parte de importantes acontecimientos históricos y sucesos trascedentes en la vida social, política y económica de la región. Por ejemplo, el suceso de El Asalto a las Tierras llevado a cabo el 27 de enero de 1937 bajo la presidencia de Lázaro Cárdenas, este movimiento favoreció las acciones de organización de los campesinos mexicanos, ya que en esa época eran la minoría. Gracias a esto, el 20 de abril de 1937 se formó la Comunidad Agraria José María Morelos, cuya presidencia recayó en Francisco R. Flores y, como secretario se nombró a Donato Vega. El principal objetivo de esta organización campesina fue la de iniciar el deslinde de parcelas para realizar la entrega de tierras a campesinos mexicanos para su cultivo. Este suceso detonó la migración de mexicanos del sur de México hacia este valle fronterizo, arribaron familias enteras procedentes de Michoacán, Guanajuato, Sonora y Baja California Sur. Estos  hombres y mujeres del campo tuvieron un gran papel en las actividades productivas, lograron un importante patrimonio que favoreció la actividad comercial y social en Ciudad Morelos.

## Toponimia
El nombre Cuervos proviene de principios del siglo XX cuando operaba en el Valle de Mexicali el ferrocarril Intercalifornia, el cual tenía en el poblado de Ciudad Morelos una estación denominada de este modo. El origen del nombre de la estación Cuervos es diverso; uno de ellos se basa en los relatos de los constructores del ferrocarril, quienes bautizaban cada estación de acuerdo con las características de la zona. En el caso de Ciudad Morelos, una versión mencionaba que al arribar el ferrocarril, su silbido despertaba las parvadas de los pájaros negros. Otra versión es que los grupos de jornaleros que trabajaban ahí tenían un característico color oscuro de la piel debido a la exposición al sol.